# Alcione (Sängerin)

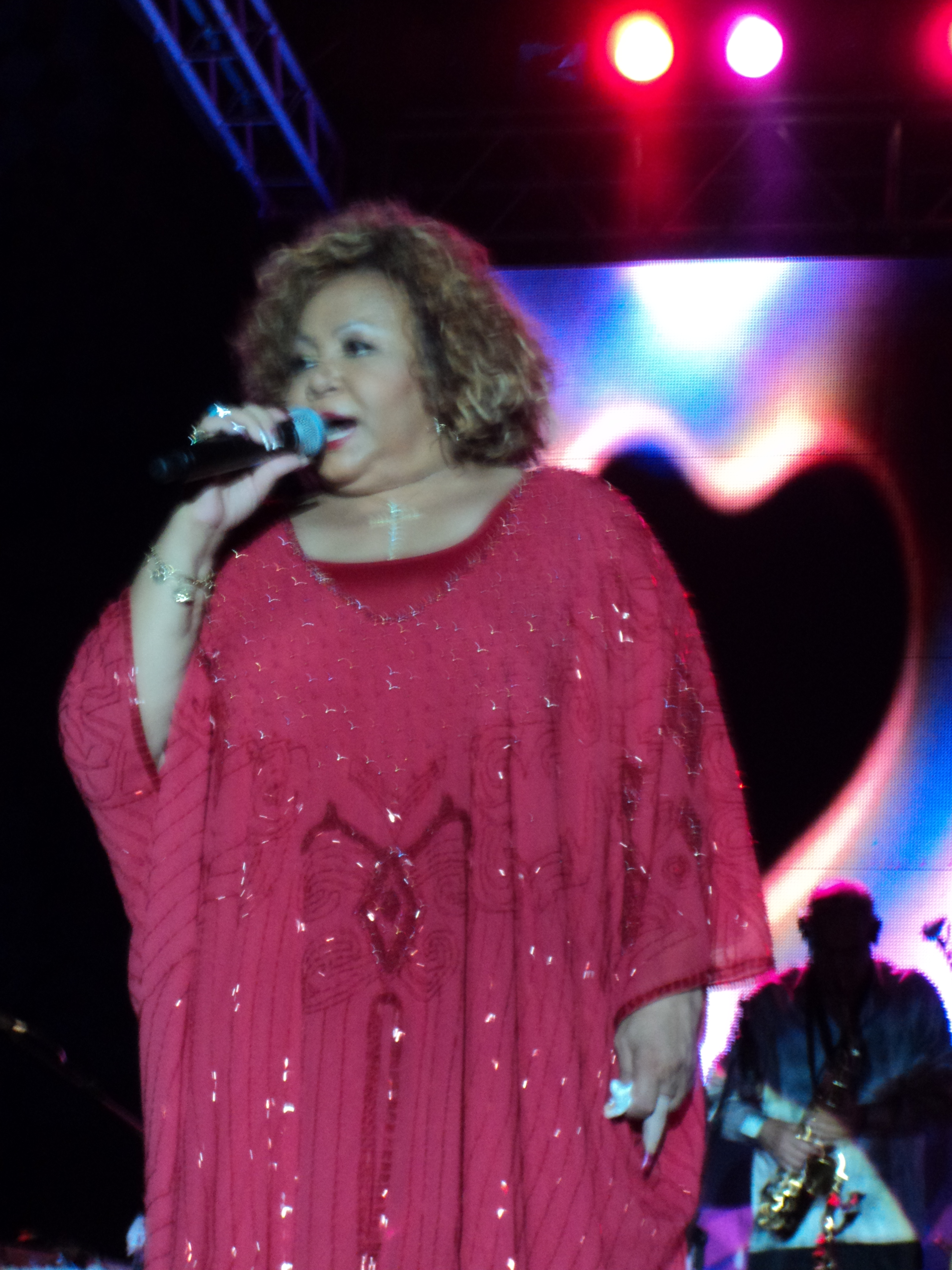
Alcione im Clube Português in Recife/Pernambuco

Alcione (* 21. November 1947 in São Luís/Maranhão), eigentlich Alcione Dias Nazareth, ist eine brasilianische Sängerin und Komponistin.

## Werdegang
Alcione, welche den Spitznamen „Alcione a Marrom“ trägt, wurde bereits in ihrem Elternhaus musikalisch geprägt. Ihr Vater spielte in einer Polizeikapelle und auf für Nordost-Brasilien typischen Bumba Meu Boi-Festen. 1976 zog sie nach Rio de Janeiro, wo sie für einen Fernsehsender arbeitete.
Mit TV Excelsior bereiste sie unter anderem auch Argentinien und Chile.
Zwei Jahre lang lebte sie in Europa, kehrte dann aber wieder in ihre Heimat zurück. Alcione wurde durch ihre Auftritte in den großen Nachtclubs von Rio de Janeiro wie Canecão, Imperator, Palace und Memorial da América Latina berühmt. Außerdem sang sie im Teatro João Caetano und Teatro Carlos Gomes. International nahm Alcione an Tourneen in Amerika, Europa, Osteuropa, Afrika und dem Nahen Osten teil. 2003 gewann Alcione den Latin Grammy für das beste Samba-Album. Unter den nationalen Preisen wurden ihr von der Academia Brasileira de Letras den Prêmio de Melhor Cantora Popular verliehen, außerdem gewann sie den Prêmio TIM de Música. Insgesamt gewann sie 19 Goldene und zwei Platin-Schallplatten. Zusammen mit den Sambaschulen in Rio de Janeiro nahm Alcione zahlreiche CDs auf, wie zum Beispiel "Duetos", mit Neguinho von Beija-Flor oder mit der Escola de Samba Unidos da Ponte den Samba de Enredo ’’Marrom Da Cor do Samba’’. Mit dem Album ’Brasil de Oliveira da Silva do Samba’’ wurden bekannte Lieder wie ‘’Tô Com Saudade’, ‘’FlaXFlu’’, ‘’Asas de Carcará’’, ‘’Onde o Rio é Mais Baiano’’, zusammen mit Caetano Veloso veröffentlicht. Bei einer Show in ihrer Heimatstadt São Luis do Maranhão wurden 500.000 Zuschauer gezählt. 2007 sang sie auf dem Live Earth Konzert an der Copacabana in Rio de Janeiro.

## Diskografie

### Alben
- A Voz do Samba (1975)
- Morte de um poeta (1976)
- Pra que chorar (1977)
- Alerta geral (1978)
- Gostoso veneno (1979)
- E vamos à luta (1980)
- Alcione (1981, BR: Gold)[2]
- Dez anos depois (1982)
- Vamos arrepiar (1982)
- Almas e Corações (1983)
- Da cor do Brasil (1984)
- Fogo da vida (1985)
- Fruto e raiz (1986)
- Nosso nome: resistência (1987)
- Ouro & Cobre (1988)
- Simplesmente Marrom (1989)
- Emoções Reais (1990)
- Promessa (1991)
- Pulsa, coração (1992)
- Brasil de Oliveira da Silva do Samba (1994)
- Profissão: Cantora (1995)
- Tempo de Guarnicê (1996)
- Valeu - Uma Homenagem à Nova Geração do Samba (1997, BR: Gold)
- Celebração (1998)
- Claridade (1999)
- Nos Bares da Vida (2000)
- A Paixão tem Memória (2001)
- Ao Vivo (2002, BR: Platin)
- Ao Vivo 2 (2003)
- Alcione - Duetos (2004)
- Faz Uma Loucura por Mim (2004, BR: Platin)
- Faz Uma Loucura por Mim - Ao Vivo (2005)
- Alcione e Amigos (2005)
- Uma Nova Paixão (2005)
- Uma Nova Paixão - Ao Vivo (2006)
- Coleções - Grandes Sucessos de Alcione (2007)
- De Tudo Que eu Gosto (2007)
- Raridades (2008)
- Acesa (2009)

### Videoalben
- Faz Uma Loucura por Mim - Ao Vivo (2005, BR: Platin)